# Myadestes woahensis
Myadestes woahensis é uma espécie extinta de ave passeriforme que era endêmica do Havaí. Foi descrita cientificamente por Wilson e Evans em 1899.